# Railway Cup
La Railway Cup o Interprovincial Championship è il nome dato alle competizioni di calcio gaelico ed hurling che vedono contrapposte le quattro Province d'Irlanda. Le formazioni di Munster, Leinster, Ulster e Connacht sono composte dai migliori giocatori provenienti dalle loro contee. Il torneo è organizzato dalla Gaelic Athletic Association.
Il torneo, che è così chiamato poiché furono proprio le ferrovie irlandesi a donare il trofeo, si tenne per la prima volta nel 1927 e vide la vittoria del Munster nel calcio gaelico e del Leinster nell'hurling. Tuttora la squadra che ha vinto il maggior numero di titoli nel gaelic football è l'Ulster con 29 successi, mentre gli hurlers più vincenti sono quelli del Munster con 44 trionfi. Le due squadre detengono anche il record di vittorie consecutive negli sport in cui dominano. I primi hanno vinto 5 titoli di fila tra 1991 e 1995 i secondi addirittura 6 consecutivamente tra 1958 e 1953. Se un tempo godeva di grande popolarità, attirando molte persone alle partite, tuttora è sceso di interesse, tantoché il giorno di San Patrizio, data in cui si disputava la finale, è stato adibito alla finale dell'All-Ireland Senior Club Football Championship mentre quella della competizione inter-provinciale è slittata ad ottobre.

## Albo d'oro nell'hurling
| Provincia | Vittorie | Anni vincenti |
| --------- | -------- | --- |
| Munster   | 44       | 1928, 1929, 1930, 1931, 1934, 1937, 1938, 1939, 1940, 1942, 1943, 1944, 1945, 1946, 1948, 1949, 1950, 1951, 1952, 1953, 1955, 1957, 1958, 1959, 1960, 1961, 1963, 1966, 1968, 1969, 1970, 1976, 1978, 1981, 1984, 1985, 1992, 1995, 1996, 1997, 2000, 2001, 2005, 2007 |
| Leinster  | 27       | 1927, 1932, 1933, 1936, 1941, 1954, 1956, 1962, 1964, 1965, 1967, 1971, 1972, 1973, 1974, 1975, 1977, 1979, 1988, 1993, 1998, 2001, 2002, 2003, 2006, 2008, 2009 |
| Connacht  | 11       | 1947, 1980, 1982, 1983, 1986, 1987, 1989, 1991, 1994, 1999, 2004 |
| Ulster    | 0        | Second place: 1945, 1992, 1993, 1995 |

## Albo d'oro nel calcio gaelico
| Provincia | Vittorie | Anni vincenti |
| --------- | -------- | --- |
| Ulster    | 29       | 1942, 1943, 1947, 1950, 1956, 1960, 1963, 1964, 1965, 1966, 1968, 1970, 1971, 1979, 1980, 1983, 1984, 1989, 1991, 1992, 1993, 1994, 1995, 1998, 2000, 2003, 2004, 2007, 2009 |
| Leinster  | 28       | 1928, 1929, 1930, 1932, 1933, 1935, 1939, 1940, 1944, 1945, 1952, 1953, 1954, 1955, 1959, 1961, 1962, 1974, 1985, 1986, 1987, 1988, 1996, 1997, 2001, 2002, 2005, 2006       |
| Munster   | 14       | 1927, 1931, 1941, 1946, 1948, 1949, 1972, 1975, 1976, 1977, 1978, 1981, 1982, 1999, 2008                                                                                     |
| Connacht  | 9        | 1934, 1936, 1937, 1938, 1951, 1957, 1958, 1967, 1969 |

Vittorie totali:
- Munster: 58
- Leinster: 55
- Ulster: 29
- Connacht: 20